# 沃珀顿 (艾奥瓦州)
沃珀頓（英語：Wahpeton）是一個位於美國愛荷華州迪金森縣的城市。

## 地理
沃珀頓的座標為43°22′19″N 95°10′26″W / 43.37194°N 95.17389°W，而該地的平均海拔高度為426米（即1398英尺）。

## 人口
根據2010年美國人口普查的數據，沃珀頓的面積為3.21平方千米，當中陸地面積為3.13平方千米，而水域面積為0.08平方千米。當地共有人口341人，而人口密度為每平方千米106人。